# Avrainville (Essonne)
Avrainville és un municipi francès, situat al departament de l'Essonne i a la regió de Illa de França. L'any 2007 tenia 683 habitants.
Forma part del cantó d'Arpajon i del districte de Palaiseau. I des del 2016 de la Comunitat d'aglomeració Cœur d'Essonne.

## Demografia

### Població
El 2007 la població de fet d'Avrainville era de 683 persones. Hi havia 230 famílies, de les quals 36 eren unipersonals (16 homes vivint sols i 20 dones vivint soles), 69 parelles sense fills, 113 parelles amb fills i 12 famílies monoparentals amb fills.
La població ha evolucionat segons el següent gràfic:
Habitants censats

### Habitatges
El 2007 hi havia 260 habitatges, 247 eren l'habitatge principal de la família, 10 eren segones residències i 3 estaven desocupats. 238 eren cases i 21 eren apartaments. Dels 247 habitatges principals, 198 estaven ocupats pels seus propietaris, 34 estaven llogats i ocupats pels llogaters i 14 estaven cedits a títol gratuït; 1 tenia una cambra, 14 en tenien dues, 28 en tenien tres, 58 en tenien quatre i 146 en tenien cinc o més. 225 habitatges disposaven pel capbaix d'una plaça de pàrquing. A 90 habitatges hi havia un automòbil i a 141 n'hi havia dos o més.

### Piràmide de població
La piràmide de població per edats i sexe el 2009 era:
| Homes | Edats   | Dones |
| ----- | ------- | ----- |
| 0     | 95 o +  | 0     |
| 0     | 90 a 94 | 4     |
| 0     | 85 a 89 | 4     |
| 4     | 80 a 84 | 8     |
| 8     | 75 a 79 | 8     |
| 4     | 70 a 74 | 4     |
| 4     | 65 a 69 | 4     |
| 20    | 60 a 64 | 8     |
| 24    | 55 a 59 | 32    |
| 12    | 50 a 54 | 32    |
| 20    | 45 a 49 | 24    |
| 20    | 40 a 44 | 28    |
| 44    | 35 a 39 | 28    |
| 16    | 30 a 34 | 52    |
| 8     | 25 a 29 | 4     |
| 32    | 20 a 24 | 16    |
| 40    | 15 a 19 | 32    |
| 16    | 10 a 14 | 32    |
| 40    | 5 a 9   | 20    |
| 20    | 0 a 4   | 20    |

## Economia
El 2007 la població en edat de treballar era de 474 persones, 361 eren actives i 113 eren inactives. De les 361 persones actives 344 estaven ocupades (183 homes i 161 dones) i 17 estaven aturades (11 homes i 6 dones). De les 113 persones inactives 34 estaven jubilades, 56 estaven estudiant i 23 estaven classificades com a «altres inactius».

### Ingressos
El 2009 a Avrainville hi havia 260 unitats fiscals que integraven 727,5 persones, la mediana anual d'ingressos fiscals per persona era de 25.554 €.

### Activitats econòmiques
Dels 91 establiments que hi havia el 2007, 1 era d'una empresa de fabricació d'elements pel transport, 4 d'empreses de fabricació d'altres productes industrials, 16 d'empreses de construcció, 32 d'empreses de comerç i reparació d'automòbils, 1 d'una empresa de transport, 9 d'empreses d'hostatgeria i restauració, 2 d'empreses d'informació i comunicació, 6 d'empreses financeres, 5 d'empreses immobiliàries, 7 d'empreses de serveis, 3 d'entitats de l'administració pública i 5 d'empreses classificades com a «altres activitats de serveis».
Dels 26 establiments de servei als particulars que hi havia el 2009, 2 eren funeràries, 1 taller de reparació d'automòbils i de material agrícola, 3 paletes, 2 guixaires pintors, 1 fusteria, 2 lampisteries, 1 electricista, 5 empreses de construcció i 9 restaurants.
L'únic establiment comercial que hi havia el 2009 era una carnisseria.
L'any 2000 a Avrainville hi havia 13 explotacions agrícoles.

## Equipaments sanitaris i escolars
El 2009 hi havia una escola elemental.

## Poblacions més properes
El següent diagrama mostra les poblacions més properes.